# Wołośka Bałaklija
Wołośka Bałaklija (ukr. Волоська Балаклія) – wieś na Ukrainie, w obwodzie charkowskim, w rejonie kupiańskim. W 2001 liczyła 896 mieszkańców, spośród których 804 posługiwało się językiem ukraińskim, 91 rosyjskim, a 1 białoruskim.